# باميلا دارلينغ
باميلا دارلينغ (بالإنجليزية: Pamela Darling)‏ هي أمينة مكتبة أمريكية، ولدت في 1943.